# Giovanni de' Rossi
Giovanni de' Rossi, detto il diseredato (San Secondo Parmense, 21 novembre 1431 – San Secondo Parmense, 1502), è stato un condottiero italiano quinto conte di San Secondo.

## Biografia
Giovanni de' Rossi, figlio primogenito di Pier Maria II de' Rossi e Antonia Torelli, nacque il 21 novembre 1431. Ebbe tali e tanti contrasti con il padre, soprattutto di ordine politico, da finire con l'essere diseredato dal padre stesso nel testamento del 1464, nel quale Pier Maria designava come suoi successori i figli legittimi  Guido e Bernardo, e il figlio naturale Ottaviano (Arluno).
A causa di ciò Giovanni visse esule e povero legando le proprie fortune a quelle dei Re di Francia, senza tuttavia mai rinunciare ai legittimi diritti che gli erano stati negati.  Era destino però che la successione a Pier Maria II divenisse ancor più travagliata di quanto già non fosse largamente ipotizzabile: la morte del conte, avvenuta nel castello di Torrechiara il 1 settembre 1482, capitò infatti nel bel mezzo della cosiddetta guerra dei Rossi che li vedeva opposti alle truppe sforzesche di Ludovico il Moro  e il figlio Guido, dopo aver tentato un'ultima resistenza nel castello di San Secondo nel 1483, fuggì a Venezia dove morì esule nel 1490. Durante la guerra Giovanni si tenne in disparte anche se sulla linea filosforzesca del fratello Bertrando.
Negli accordi stipulati nella pace di Bagnolo del 1484, si decise di non reinsediare i Rossi nei loro feudi, per cui la disputa relativa alla successione dinastica restava puramente formale, anche se, grazie ai buoni rapporti con Gian Giacomo Trivulzio, nel 1493 Giovanni "assai vecchio"  riebbe dal Trivulzio stesso il possesso del feudo di San Secondo.
Negli anni dal 1497 al 1499 Giovanni de' Rossi e Gian Giacomo sono al servizio dei francesi e nel 1499, dopo la caduta di Ludovico il Moro viene ufficializzata da Luigi XII la reinvestitura di Giovanni nei suoi feudi.
Morì a San Secondo nel 1502 lasciando la contea al figlio Troilo I.

## Discendenza
Giovanni sposò Angela Scotti Douglas, figlia di Francesco Scotti Douglas conte di Carpaneto e Vigoleno. Ebbero 4 figli:
- Troilo I de' Rossi (che non è nominato con gli altri nel testamento del nonno, 1464);[6][7]
- Ettore de' Rossi;
- Alessandro de' Rossi;
- Pentesilea de' Rossi.

## Curiosità
Il testamento di Pier Maria II de' Rossi, pur non provocando per cause di forza maggiore lo scontro immediato fra i due fratelli, condusse comunque alla resa dei conti fra i loro discendenti  quasi 60 anni dopo  nella decisiva Battaglia di San Secondo del 1522.

## Ascendenza
|                          |                   |                       | Genitori                  |  |  | Nonni |  |  | Bisnonni        |  |  | Trisnonni       |  |
|                          |                   |                       |                           |  |  |       |  |  | Bertrando Rossi |  |  | Bertrando Rossi |  |
|                          |                   |                       |                           |  |  |       |  |  | Bertrando Rossi |  |  | Bertrando Rossi |  |
|                          |                   | Sara da Camposampiero |                           |  |  |       |  |  | Bertrando Rossi |  |  |                 |  |
| Pier Maria I de' Rossi   |                   |                       |                           |  |  |       |  |  | Bertrando Rossi |  |  |                 |  |
|                          |                   | Eleonora Rossi        | Ugolino Rossi             |  |  |       |  |  |                 |  |  |                 |  |
|                          |                   | Eleonora Rossi        | Ugolino Rossi             |  |  |       |  |  |                 |  |  |                 |  |
|                          |                   | Eleonora Rossi        | Alessia Ruggeri           |  |  |       |  |  |                 |  |  |                 |  |
| Pier Maria II de' Rossi  |                   | Eleonora Rossi        |                           |  |  |       |  |  |                 |  |  |                 |  |
|                          |                   | Ugolino Cavalcabò     | Giovanni Cavalcabò        |  |  |       |  |  |                 |  |  |                 |  |
|                          |                   | Ugolino Cavalcabò     | Giovanni Cavalcabò        |  |  |       |  |  |                 |  |  |                 |  |
|                          |                   | Ugolino Cavalcabò     | …                         |  |  |       |  |  |                 |  |  |                 |  |
| Maria Giovanna Cavalcabò |                   | Ugolino Cavalcabò     |                           |  |  |       |  |  |                 |  |  |                 |  |
|                          |                   | …                     | …                         |  |  |       |  |  |                 |  |  |                 |  |
|                          |                   | …                     | …                         |  |  |       |  |  |                 |  |  |                 |  |
|                          |                   | …                     | …                         |  |  |       |  |  |                 |  |  |                 |  |
| Giovanni de' Rossi       |                   | …                     |                           |  |  |       |  |  |                 |  |  |                 |  |
|                          | Marsiglio Torelli | Guido I Torelli       |                           |  |  |       |  |  |                 |  |  |                 |  |
|                          | Marsiglio Torelli | Guido I Torelli       |                           |  |  |       |  |  |                 |  |  |                 |  |
|                          | Marsiglio Torelli | Eleonora Gonzaga      |                           |  |  |       |  |  |                 |  |  |                 |  |
| Guido Torelli            | Marsiglio Torelli |                       |                           |  |  |       |  |  |                 |  |  |                 |  |
|                          |                   | Elena d'Arco          | Niccolò d'Arco            |  |  |       |  |  |                 |  |  |                 |  |
|                          |                   | Elena d'Arco          | Niccolò d'Arco            |  |  |       |  |  |                 |  |  |                 |  |
|                          |                   | Elena d'Arco          | Beatrice di Castelbarco   |  |  |       |  |  |                 |  |  |                 |  |
| Antonia Torelli          |                   | Elena d'Arco          |                           |  |  |       |  |  |                 |  |  |                 |  |
|                          |                   | Antonio Visconti      | Vercellino Visconti       |  |  |       |  |  |                 |  |  |                 |  |
|                          |                   | Antonio Visconti      | Vercellino Visconti       |  |  |       |  |  |                 |  |  |                 |  |
|                          |                   | Antonio Visconti      | Margherita della Pusterla |  |  |       |  |  |                 |  |  |                 |  |
| Orsina Visconti          |                   | Antonio Visconti      |                           |  |  |       |  |  |                 |  |  |                 |  |
|                          |                   | Anastasia Carcano     | Giovanni Carcano          |  |  |       |  |  |                 |  |  |                 |  |
|                          |                   | Anastasia Carcano     | Giovanni Carcano          |  |  |       |  |  |                 |  |  |                 |  |
|                          |                   | Anastasia Carcano     | …                         |  |  |       |  |  |                 |  |  |                 |  |
|                          |                   | Anastasia Carcano     |                           |  |  |       |  |  |                 |  |  |                 |  |